# Van Swijndregt
Van Swijndregt (ook:Montauban van Swijndregt) is een Nederlands geslacht.
Francois van Swijndregt, commissaris van het waterrecht, trouwde in 1748 met Elysabeth Montauban. Hun zoon Nicolaas combineerde de namen van zijn ouders en noemde zich Montauban van Swijndregt. Hij was makelaar, kapitein van de schutterij en president van het defensiewezen van Zuid-Holland. In 1787 werd hij verbannen wegens aansluiting bij de patriottische partij, maar in 1795 kreeg hij amnestie.

## Bekende telgen
- Adriaan van Swijndregt, vertrouwensman van Willem IV
- Francois Montauban Van Swijndregt (1784-1865), kunstenaar
- Nicolaas Montauban van Swijndregt, kapitein van de schutterij